# John Glenn
John Herschel Glenn Jr. (Cambridge, 18 de julho de 1921 – Columbus, 8 de dezembro de 2016) foi um engenheiro, aviador naval, piloto de teste, astronauta e político norte-americano. Ele foi o terceiro norte-americano a ir ao espaço e o primeiro a orbitar a Terra durante o voo da Mercury-Atlas 6 em 20 de fevereiro de 1962. Glenn se aposentou da NASA dois anos depois e serviu de 1974 a 1999 como senador do estado de Ohio pelo Partido Democrata; durante este período ele fez uma segunda viagem espacial, em outubro de 1998 na STS-95, quando, aos 77 anos, se tornou a pessoa mais velha a ir para o espaço.

## Biografia
Em 1939 ingressou na faculdade a princípio para estudar química, mas seu verdadeiro interesse era pilotar aviões. Após obter a graduação em engenharia, Glenn ingressou na Marinha dos Estados Unidos em 1942.
Durante a Segunda Guerra Mundial, Glenn foi piloto naval e participou de vários combates e bombardeios durante a Guerra do Pacífico. Após o conflito, tornou-se instrutor de pilotagem no Texas, mas voltou ao combate durante a Guerra da Coreia, pilotando caças a jato F-86 Sabre da Força Aérea, derrubando três Migs inimigos durante a guerra, o que lhe valeu várias condecorações.
De volta aos Estados Unidos, Glenn reassumiu seu trabalho como instrutor de pilotos. Em 1957 realizou o primeiro vôo transcontinental supersônico, viajando de Los Angeles a Nova Iorque em três horas e 23 minutos. Dois anos depois, foi selecionado pela NASA para o primeiro grupo de astronautas americanos, o Projeto Mercury. Em fevereiro de 1962 tornou-se o primeiro astronauta dos Estados Unidos a entrar em órbita da Terra, dando três voltas completas sobre o planeta durante quase cinco horas. De volta ao solo, ele virou instantaneamente um herói nacional e do então chamado “Mundo Livre”, em contraponto aos soviéticos Yuri Gagarin e Gherman Titov. Glenn foi recebido e condecorado pelo Presidente John Kennedy e participou de desfiles sob chuvas de papel picado em várias cidades norte-americanas.
Seus pendores políticos e sua fama foram notados pelo governo americano da época e Glenn tornou-se grande amigo da família Kennedy. Não participou de outro voo espacial e Glenn aposentou-se da NASA ainda em 1964, antes do começo do Programa Espacial Gemini. Nos anos seguintes ele dedicou-se à política pelo Partido Democrata, assumindo o cargo de senador por seu estado natal de Ohio durante vinte e cinco anos, entre 1974 e 1999. Também tentou se candidatar à Presidência dos Estados Unidos em 1984, sem porém obter sucesso.
Em 29 de outubro de 1998, participando de uma experiência para avaliar o comportamento de pessoas da terceira idade no espaço, John Glenn, aos 77 anos, voltou pela segunda vez à órbita terrestre, desta vez como membro da tripulação do ônibus espacial Discovery, na missão STS-95 que durou dez dias.
Glenn é um dos 28 homens e mulheres a terem recebido até hoje a Medalha de Honra Espacial do Congresso, a maior condecoração concedida pelo governo dos Estados Unidos a astronautas que tenham realizado algum feito extraordinário para a nação ou para a Humanidade, no desempenho de alguma missão espacial.
Morreu em 8 de dezembro de 2016, aos 95 anos.